# Strada statale 29 del Colle di Cadibona
La strada statale 29 del Colle di Cadibona (SS 29) in Liguria, strada provinciale 29 del Colle di Cadibona (SP 29), nel tratto Torino - Santena, ex strada regionale 29 del Colle di Cadibona (SR 29) e ora strada provinciale 29 del Colle di Cadibona (SP 29), da Santena ad Alba, o strada provinciale 429 di Cortemilia (SP 429), da Alba al confine con la Liguria, è una strada statale e provinciale italiana.

## Storia
La SS 29 venne istituita nel 1928 con il seguente percorso: "Innesto con la n. 10 presso Poirino - Alba - Carcare - Savona".
Nel 1956 venne prolungata da Poirino a Torino attraverso Moncalieri, inglobando un tratto fino ad allora appartenuto alla SS 10; contestualmente divenne parte della SS 29 (come sua diramazione, in seguito classificata SS 29 racc) anche il tratto da Poirino a Villanova d'Asti, anch'esso già parte della SS 10.

## Percorso

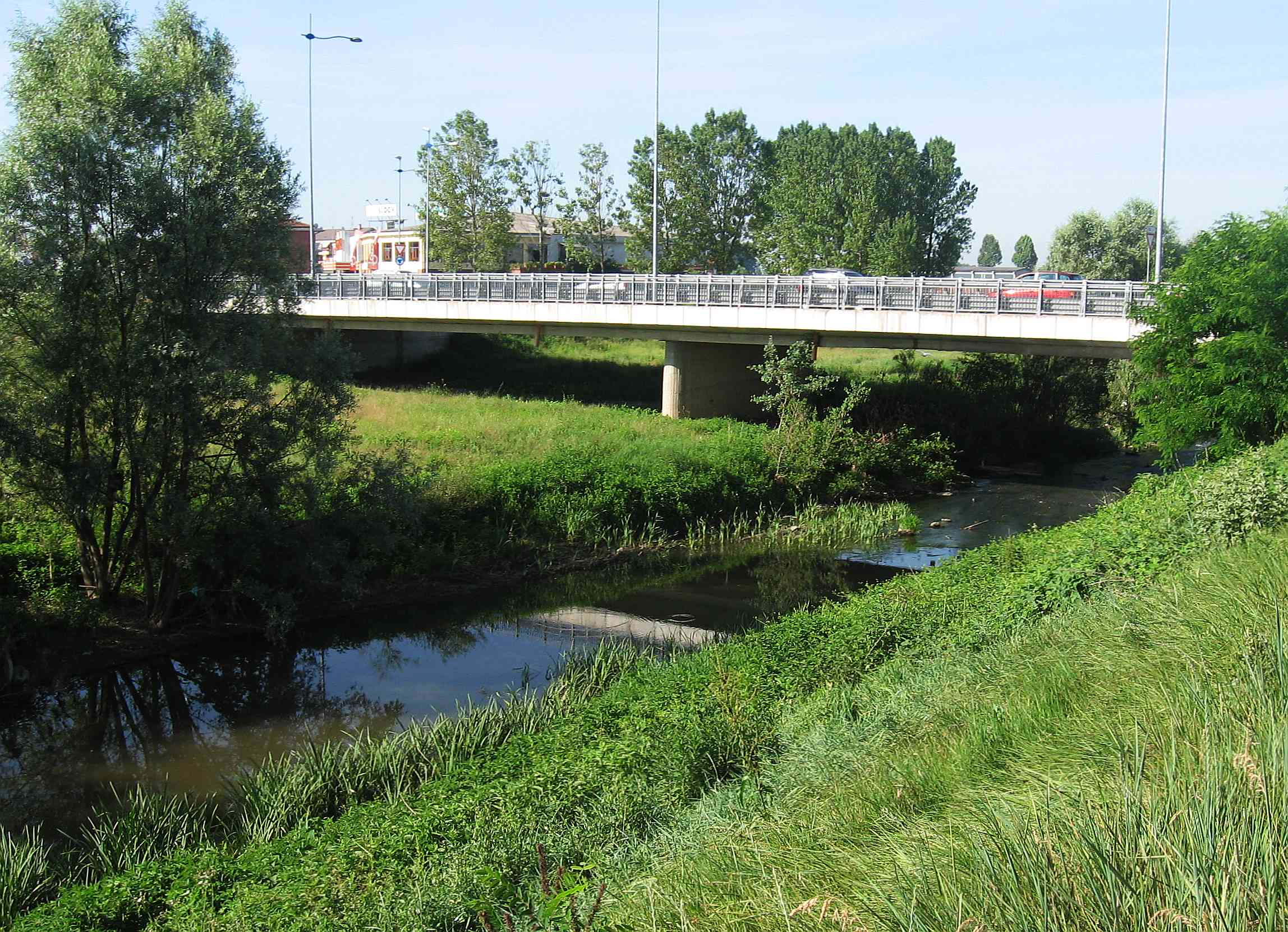
Il ponte sul Banna (Poirino)

Ha inizio a Torino, dal sud della città, e su un tracciato pianeggiante e scorrevole, attraversa Moncalieri e Trofarello, interseca l'autostrada A21 nei pressi di Santena, e tocca poi i comuni di Poirino, dove ci si può immettere sulla ex strada statale 29 racc del Colle di Cadibona, Pralormo, Montà, Canale e Borbore; giunge poi ad Alba, dove è possibile immettersi sulla strada statale 231 di Santa Vittoria.
Superato il centro abitato, la strada si dirige verso sudest, diventando leggermente disagevole e, prima del confine con la Liguria, che tocca al chilometro 94, tocca S. Rocco, Benevello, Borgomale, Castino e Cortemilia. In Liguria la strada andando pian piano verso la costa, attraversando Piana Crixia, dove si interseca la strada statale 30 di Val Bormida, passa nel comune di Dego, tocca Rocchetta Cairo, Cairo Montenotte, Carcare e Altare. Arriva quindi a Savona, dove si immette sulla strada statale 1 Via Aurelia.

## Avvenimenti recenti
In seguito al decreto legislativo n. 112 del 1998, dal 2001, la gestione è passata dall'ANAS alla Regione Piemonte e alla Regione Liguria, che devolsero ulteriormente le competenze alla Provincia di Torino, alla Provincia di Cuneo e alla Provincia di Savona.
La gestione del tratto Torino - Santena è passata direttamente dall'ANAS alla Provincia di Torino, il tratto Alba - confine con la Liguria è andato direttamente dall'ANAS alla Provincia di Cuneo, che ha ridenominato la strada come provinciale con il nuovo nome di strada provinciale 429 di Cortemilia (SP 429), mentre in Liguria, non essendoci la classificazione di strada regionale, venne classificata come provinciale; il tratto Santena - Alba, considerato più importante, venne classificato come regionale con il nome di strada regionale 29 del Colle di Cadibona (SR 29).
Nel 2008, con la Legge Regionale Piemonte 6 agosto 2007 n. 19 (BUR 9/8/2007 n. 32) e la conseguente soppressione dell'ARES (Agenzia Regionale Strade), il tratto piemontese venne classificato come strada provinciale con il nome di strada provinciale 29 del Colle di Cadibona (SP 29). Il 10 marzo 2008 un accordo tra il ministro delle infrastrutture Antonio Di Pietro e la Regione Liguria sancì infine il ritorno del tratto ligure dalla competenza della Provincia di Savona a quella dell'ANAS.

## Strada statale 29 racc del Colle di Cadibona
La ex strada statale 29 racc del Colle di Cadibona (SS 29 racc), poi strada regionale 29 racc del Colle di Cadibona (SR 29 racc) e ora strada provinciale 29 racc del Colle di Cadibona (SP 29 racc), è una strada provinciale italiana.

### Percorso
Praticamente funge da collegamento, su un tracciato molto agevole, tra la ex strada statale 29 del Colle di Cadibona, nel comune di Poirino, e la ex strada statale 10 Padana Inferiore, nel comune di Villanova d'Asti.
In seguito al decreto legislativo n. 112 del 1998, dal 2001, la gestione è passata dall'ANAS alla Regione Piemonte, che devolse ulteriormente le competenze alla Provincia di Torino e alla Provincia di Asti; la strada venne quindi classificata come regionale con il nome di strada regionale 29 racc del Colle di Cadibona (SR 29 racc),
Infine, nel 2008, con la Legge Regionale Piemonte 6 agosto 2007 n. 19 (BUR 9/8/2007 n. 32) e la conseguente soppressione dell'ARES (Agenzia Regionale Strade) di cui faceva parte, venne infine classificata come strada provinciale con il nome di strada provinciale 29 racc del Colle di Cadibona (SP 29 racc).